# Sorin Buta
Sorin Gheorghe Buta (* 28. September 1961 in Câmpulung) ist ein rumänischer Ingenieur, Sportfunktionär und ehemaliger Politiker (Partidul Democrat Liberal). Von 2008 bis 2012 war er Mitglied der Abgeordnetenkammer des rumänischen Parlaments, war von 2020 bis 2022 Exekutivmitglied und ist seit 2022 Vizepräsident für Naturbahn und Rodeln als Breitensport der Fédération Internationale de Luge.

## Leben
Buta arbeitet im Bauingenieurwesen. Bei der Parlamentswahl in Rumänien 2008 trat er für die neu gegründete Partidul Democrat Liberal im Kreis Argeș an und wurde dabei in die Abgeordnetenkammer des rumänischen Parlaments gewählt, für die er bis zum Ende der Legislaturperiode (2012) Parlamentsmitglied war. Am 11. März 2014 erhob die Nationale Antikorruptionsbehörde Anklage gegen Buta wegen des Verdachts der Korruption im Amt. Ihm wurde vorgeworfen, in den Jahren 2009 und 2010 die Unvereinbarkeit seines Amtes als Mitglied des Parlaments mit dem Agieren in wirtschaftlichen Interessen verletzt zu haben. Er soll in insgesamt 17 Fällen mit Vertretern lokaler Behörden Dienstleistungsverträge verhandelt, ausgearbeitet und unterzeichnet haben, die zum Vorteile eines Unternehmens, an dem seine Frau beteiligt war, abgeschlossen wurden. Zudem soll er zwischen März 2011 und März 2012 auf Grundlage eines Arbeitsvertrages als Bauleiter beschäftigt gewesen sein, was ebenso unvereinbar mit der Rolle als Parlamentarier gewesen sei. Am 25. Februar 2015 wurde er vom Obersten Gerichts- und Kassationshof zu einer Freiheitsstrafe von einem Jahr und sechs Monaten auf Bewährung verurteilt.
2009 gab der Rumänische Landesrats für das Studium der Securitate Archive (CNSAS) zur Kenntnis, dass Buta Anfang der 1980er Jahre von der Securitate angeworben wurde und unter dem Decknamen „Horia“ am 22. Januar 1983 eine Verpflichtung unterzeichnete, um „negative Tatsachen“ von rumänischen und ausländischen Studenten des Sportkomplexes „Tei“ zu melden. Auch weitere Aktivitäten ähnlicher Natur seitens Butas werden von der CNSAS vermerkt.
Sorin Buta war von 2010 bis 2023 Präsident der Federația Română de Bob și Sanie (Rumänischer Bob- und Schlittenverband). Beim Jahreskongress des Rennrodelweltverbandes Fédération Internationale de Luge de Course am 20. November 2020 setzte er sich in einer Stichwahl knapp gegen Steve Harris, den Präsidenten des kanadischen Rennrodelverbandes, durch und wurde damit zum Exekutivmitglied des Verbands gewählt. Beim FIL-Jahreskongress 2022 wurde Buta zum Vizepräsidenten für Naturbahn und Rodeln als Breitensport gewählt. Er setzte sich bei der Wahl gegen Geoff Balme und Leander Moroder durch und wurde Nachfolger von Peter Knauseder, der seit 2014 als Vizepräsident Naturbahn amtiert hatte.